# Trenino della Sila

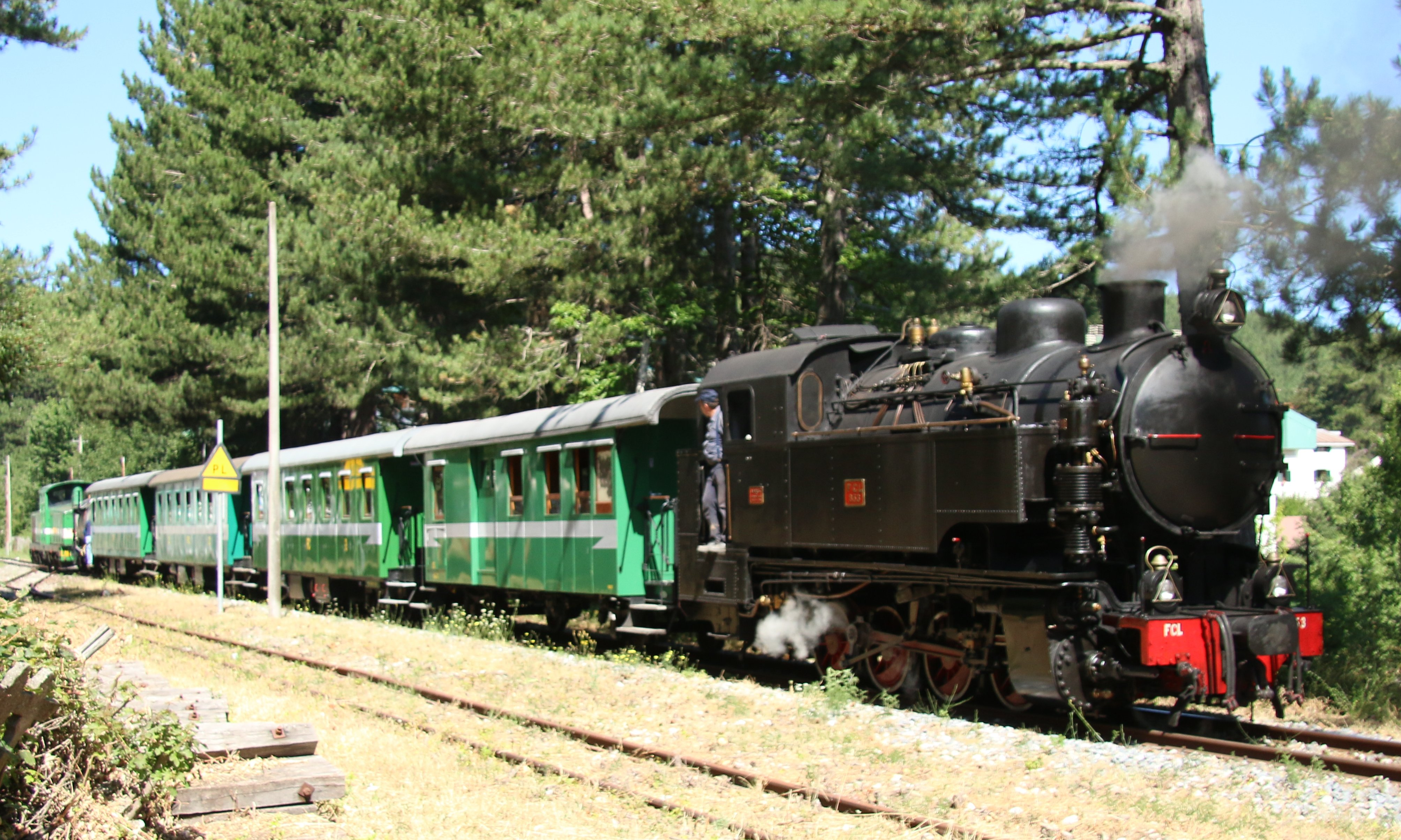
Treno della Sila

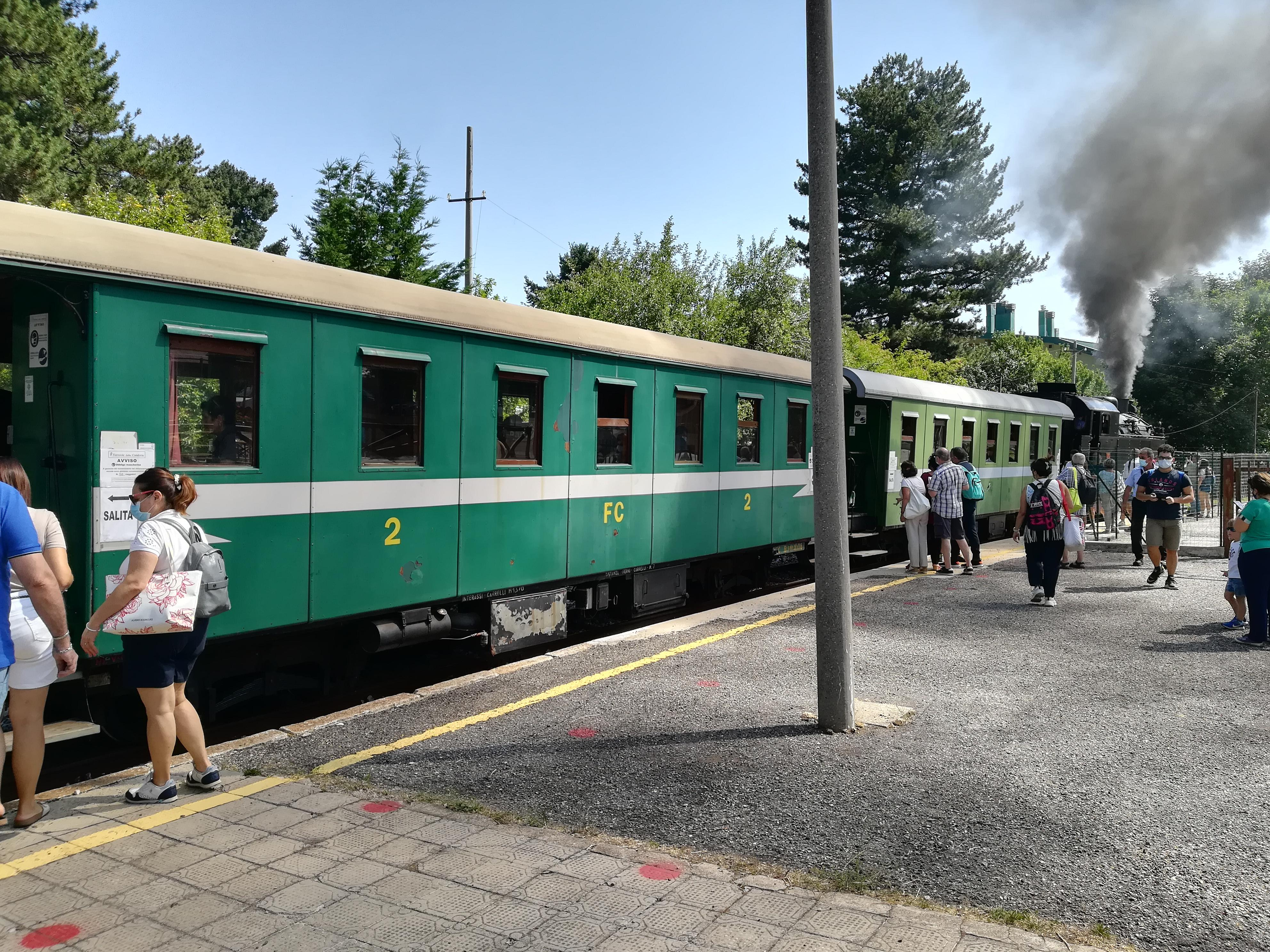
Treno della Sila alla stazione di Moccone

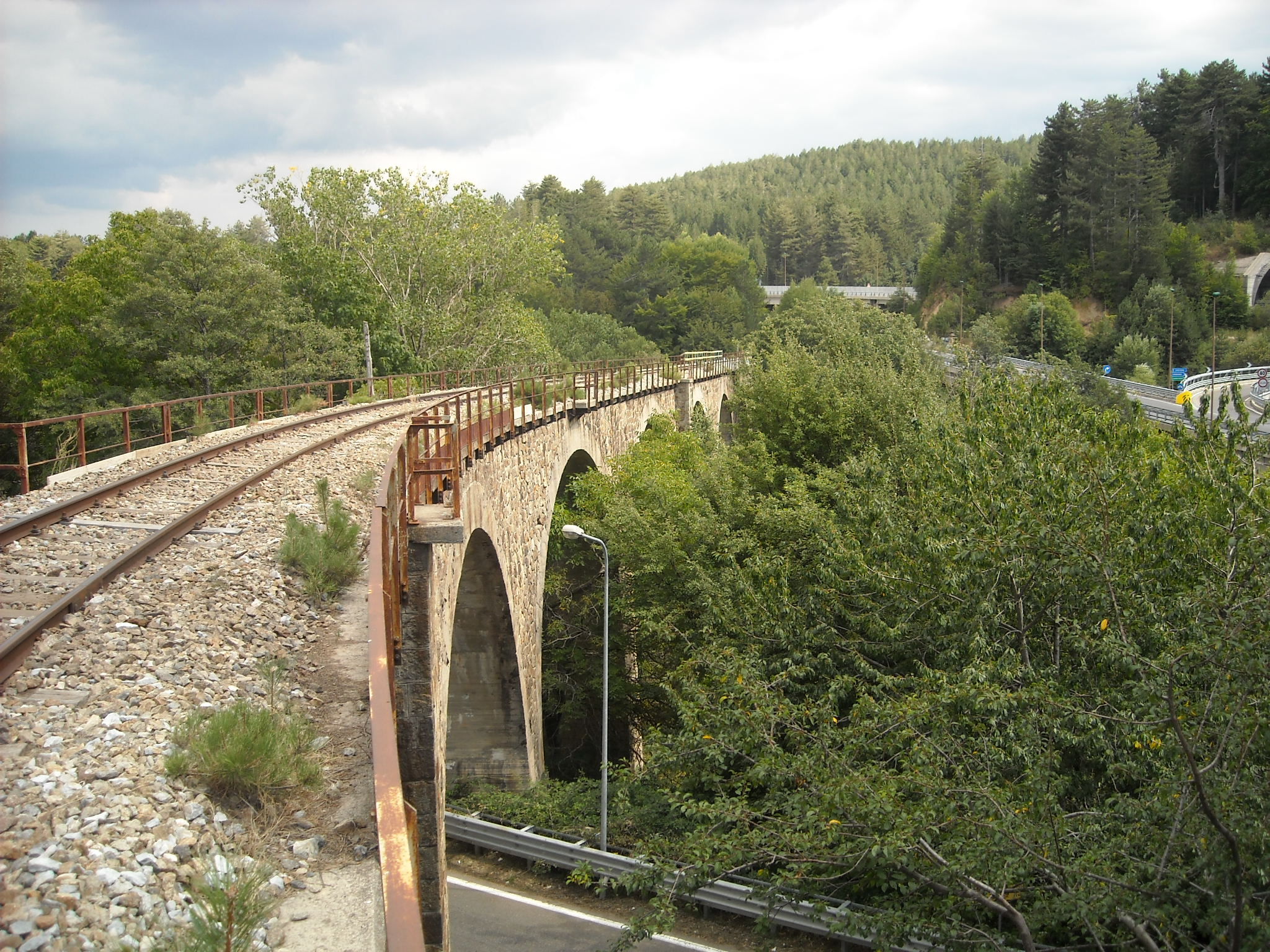
Viadotto Camigliati (166 m.)

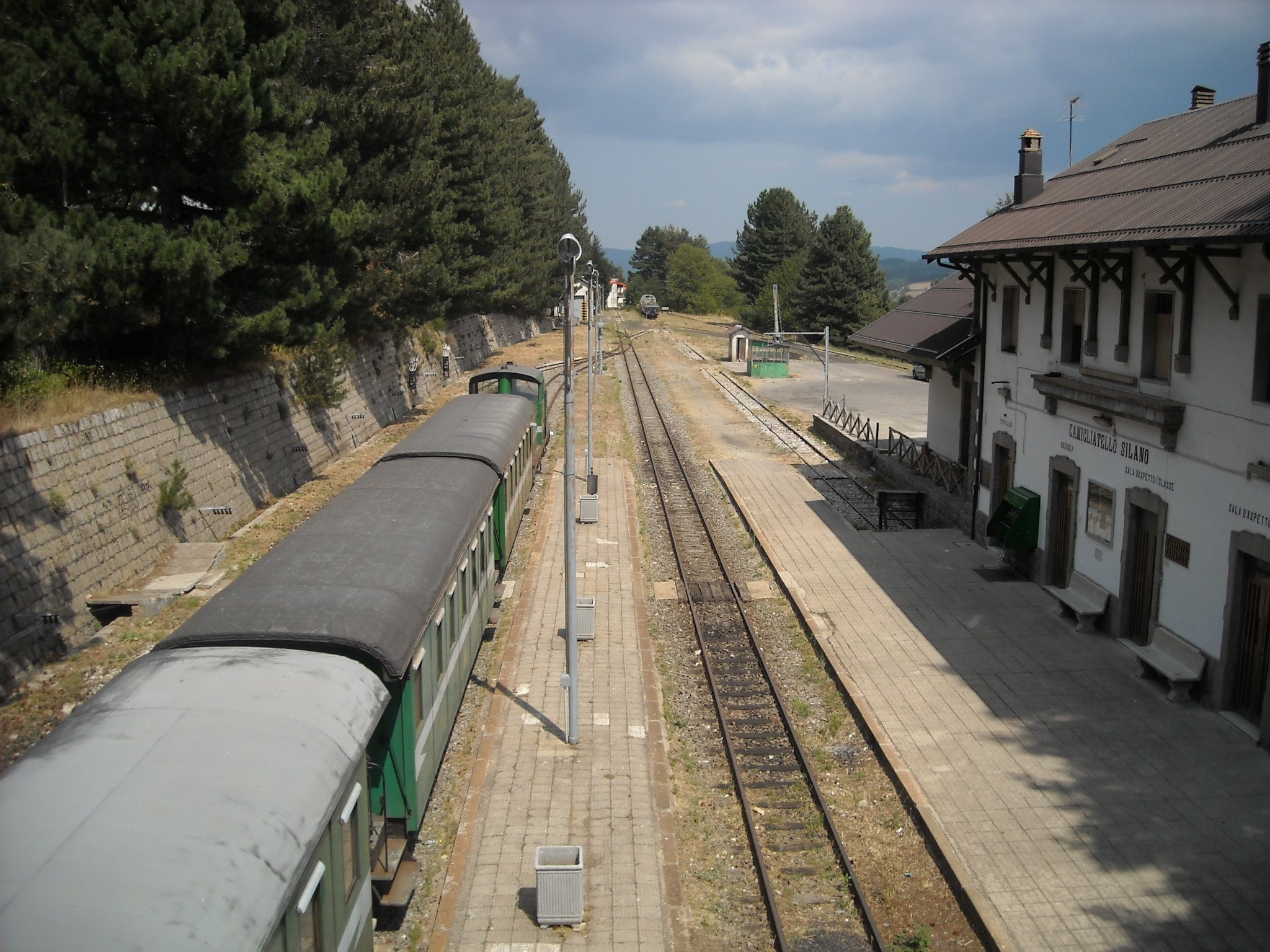
Stazione di Camigliatello Silano

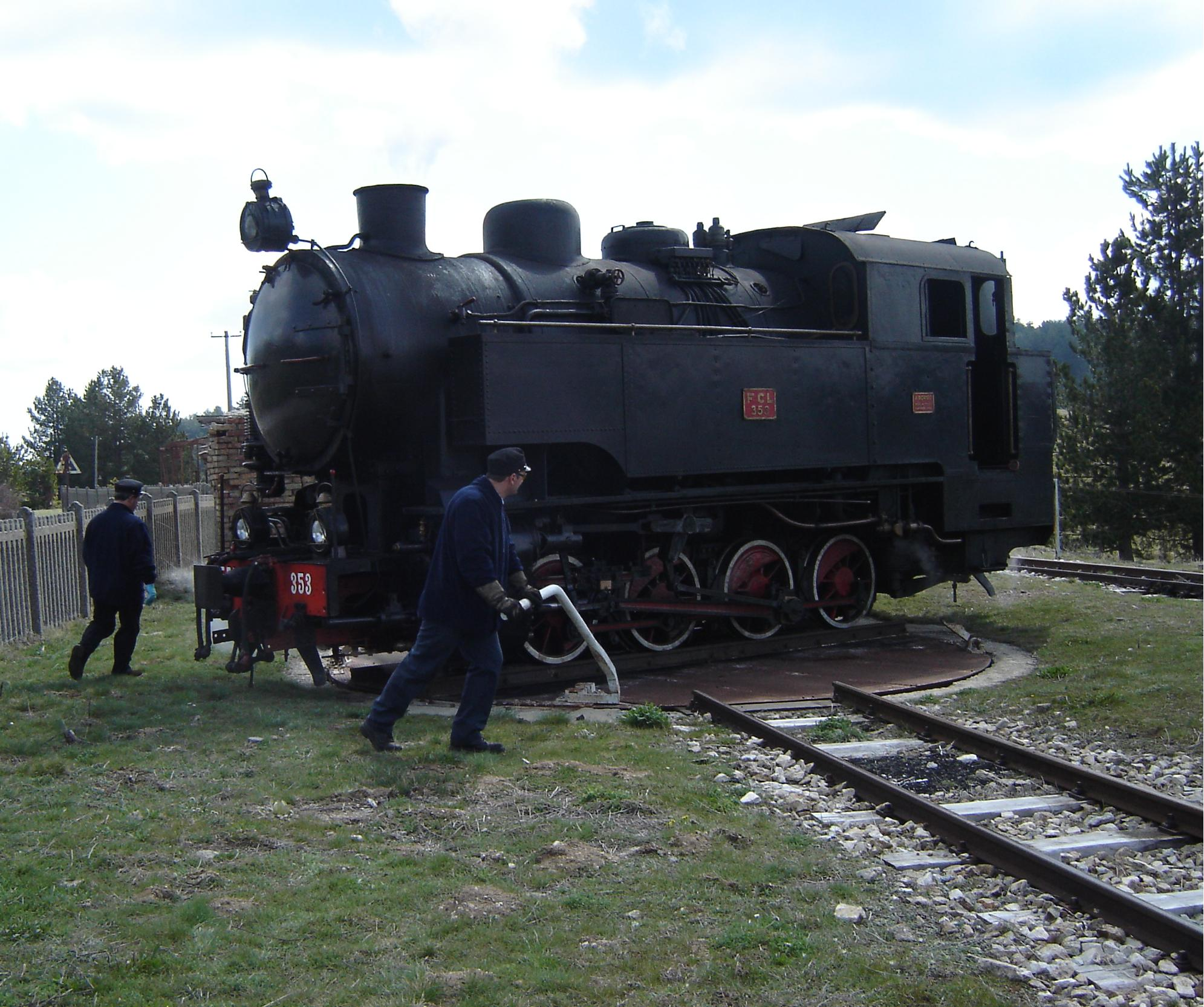
Locomotiva FCL 353 su piattaforma girevole a San Nicola - Silvana Mansio

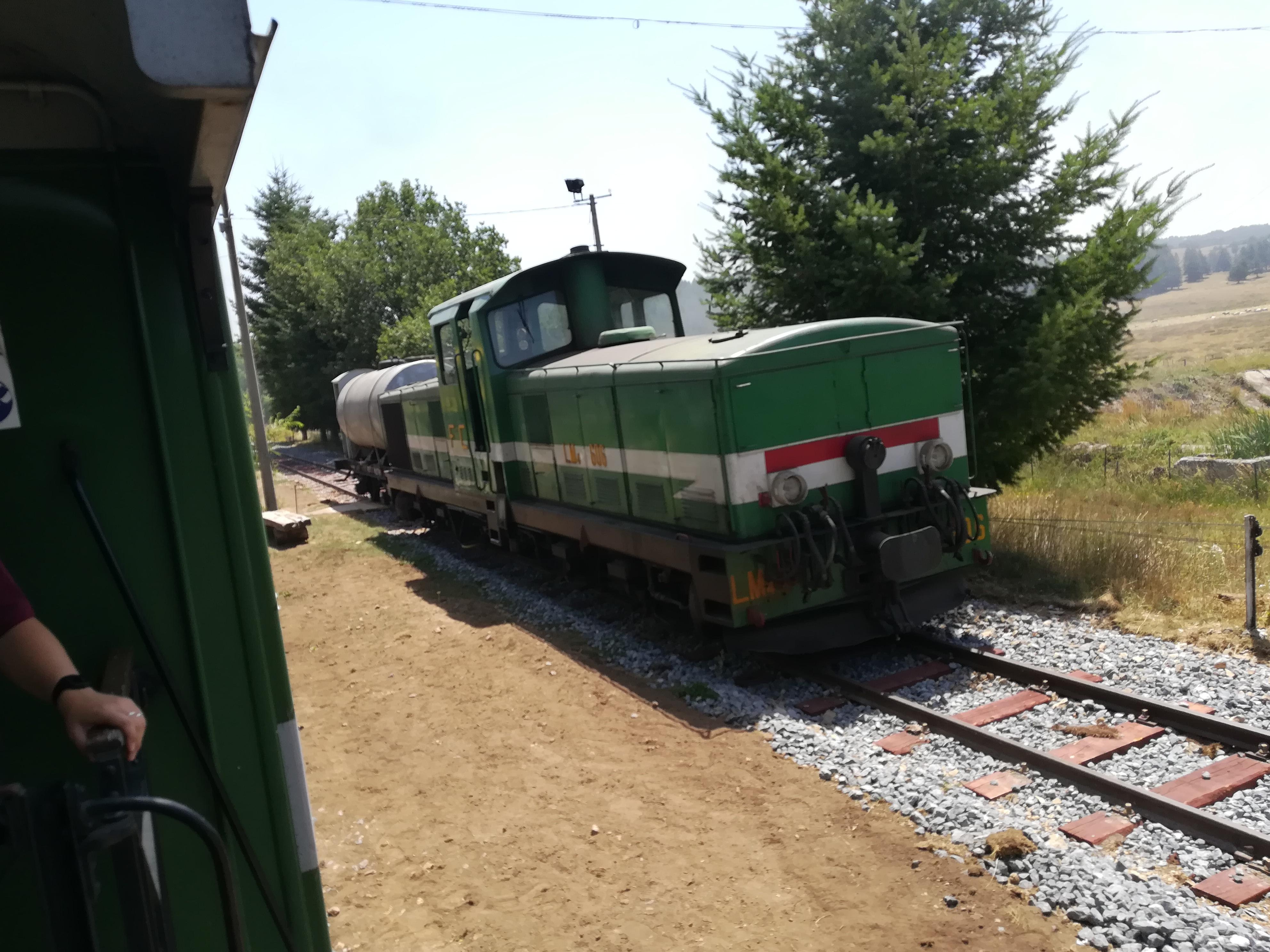
Locomotiva FC LM4 del Treno della Sila con annesso carro cisterna

Il trenino della Sila è un servizio ferroviario turistico che si svolge sull'altopiano della Sila sulla ferrovia sospesa Cosenza-San Giovanni in Fiore a scartamento ridotto delle Ferrovie della Calabria, tra le stazioni di Moccone e Silvana Mansio.

## Storia
La creazione di un trenino turistico della Sila venne proposta dall'Associazione Ferrovie in Calabria alle Ferrovie della Calabria. Inizialmente era disponibile come materiale rotabile la locomotiva FCL LM4 con tre carrozze Carminati e Toselli. In seguito al restauro della locomotiva Borsig 353 e di un'altra carrozza venne approntata una nuova composizione.
Il servizio venne riattivato l'8 agosto 2016 ed è rimasto attivo fino agli inizi del 2020 quando è stato interrotto a causa delle disposizioni dovute all'emergenza da COVID-19. 
Il servizio è ripreso nel 2021, dal 24 luglio e nei giorni 25 e 31 del mese. Il servizio è proposto ogni domenica e, in estate, anche di sabato, con corse in partenza da Moccone o da Camigliatello Silano alla volta di Silvana Mansio e ritorno.

## Percorso
Il Treno della Sila segue un percorso che è parte della ferrovia dismessa fra Cosenza e San Giovanni in Fiore. 
Il treno parte dalla stazione di Moccone (1299 m s.l.m.) e costeggiando per un lungo tratto la strada provinciale 256 (ex statale 279) giunge a Camigliatello Silano a 1271 m di altitudine dove è previsto il rifornimento d'acqua. Subito dopo la stazione di Camigliatello si incontra una delle opere ingegneristiche più notevoli della ferrovia, il viadotto Camigliati che con i suoi 166 metri è il più lungo della linea ferroviaria. Verso la fine del viadotto il percorso si immerge nel bosco Silano e inizia a salire con una pendenza tra il 20 e il 30 per mille fino a raggiungere le fermate di Croce di Magara Borgo (1.333 m s.l.m.) e Croce di Magara (1.354 m s.l.m.) nel mezzo dell'altopiano Silano. Dopo aver superato il fiume Neto il percorso quasi pianeggiante raggiunge le successive fermate di Sculca (1.339 m s.l.m.) e Righio (1.347 m s.l.m.). Questa parte del tracciato è molto panoramica e consente una bella visuale della vallata del Crati e del lago artificiale di Cecita. Dopo la fermata di Righio, un viadotto in curva (Viadotto Righio 92 m.) consente di superare un torrente affluente del lago Ariamacina dopo il quale inizia la rampa finale del percorso che, con una serie di curve e controcurve, con una pendenza del 35 per mille, giunge alla stazione di San Nicola-Silvana Mansio, la stazione più alta d'Italia, posta a 1406,50 metri sul livello del mare. In tale stazione viene manovrata la locomotiva per riportarla in testa al treno utilizzando la piattaforma girevole presente nella stazione. All'orario previsto viene effettuata la corsa di ritorno.
La lunghezza totale della tratta Moccone-Silvana Mansio è di poco più di 13 Km.
In occasione di eventi speciali o ricorrenze particolari il convoglio viene trasferito a Cosenza per effettuare treni alla volta di Rogliano.

## Curiosità
Nei primi anni del servizio, prima dell'arrivo della locomotiva a vapore n. 353, la livrea della locomotiva Diesel FCL LM4 fu cambiata dal Rosso porpora con strisce gialle allo stesso colore delle carrozze, in Verde-Grigio per armonizzare esteticamente il convoglio.
Dopo l'immissione in servizio della locomotiva a vapore FCL 353, il locomotore diesel FC LM4 viene utilizzato, durante la stagione estiva, in composizione a un carro cisterna (avente capacità di 12.000 litri), come mezzo antincendio a seguito del convoglio a vapore, per evitare che tizzoni o scorie caduti dalla vaporiera possano appiccare incendi alla vegetazione dell'altopiano silano.
Le carrozze Carminati & Toselli utilizzate furono costruite a inizio Novecento e sono dotate di posti di terza classe, con sedili in legno e finestrini apribili. In testa e in coda queste carrozze hanno il cosiddetto "terrazzino" per la salita/discesa dei viaggiatori. Come quasi tutte le carrozze usate nelle ferrovie a scartamento ridotto hanno un solo respingente centrale.